# 파네 디 알타무라

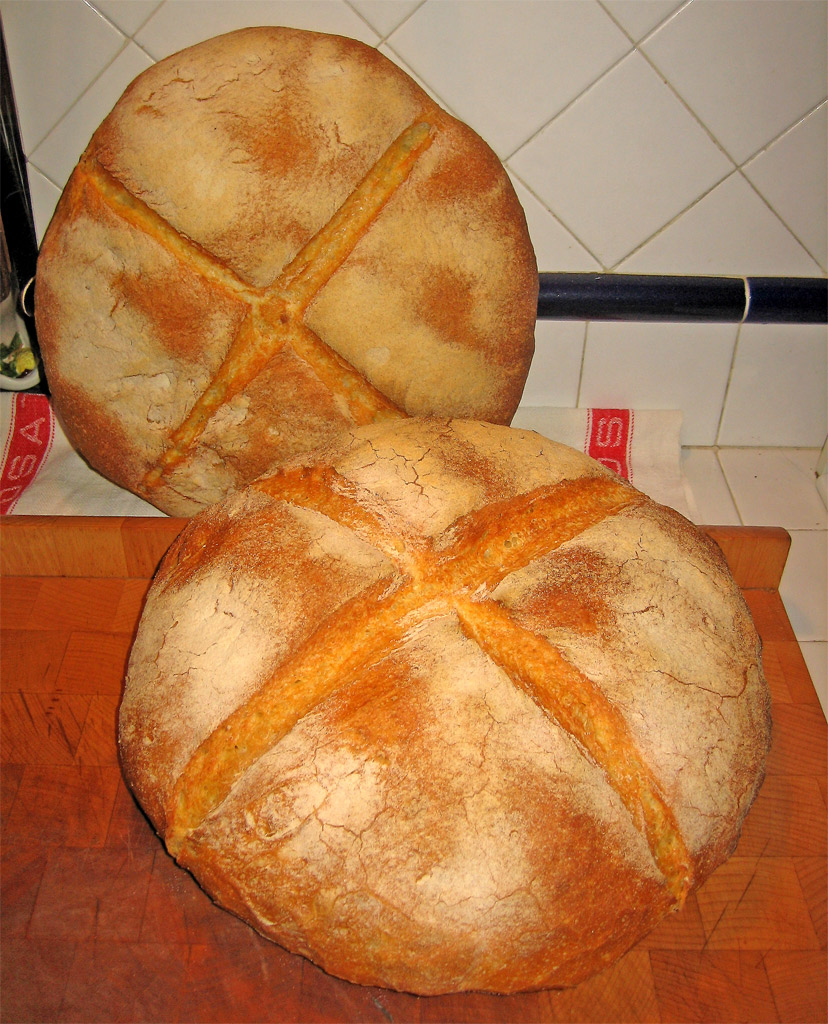
파네 디 알타무라

파네 디 알타무라(이탈리아어:Pane di Altamura)는 이탈리아의 풀리아주 바리 지방의 알타무라에서 생산되는 듀럼밀로 만드는 빵이다. 2003년 원산지 보호 정책의 적용을 받는 특산품으로 그 지위를 인정 받았다. 법률상 이 지역에서 생산된 밀과 물, 생산 방식을 사용해야만 하며 완성 된 빵의 크러스트 두께는 최소 3mm여야 한다. 단, 모양에 대해서는 특별한 제약이 없으며 조리방법 상 종류는 천 여 종에 이른다.
고대 소작농들이 즐겨 먹던 것으로 그 향과 부드러움을 수일 동안 지속할 수 있다. 수세기 동안 제조법이 유지되어 왔으며 전통 방식으로 효모를 발효시켜 반죽하는데 바다 소금을 첨가하여 만들고 장작 오븐에 굽는다.
2-3시간 구운 이후 도우가 부풀어 오르기를 기다리는데 완성되기 전 5분 동안은 오븐의 문을 열어 두어 크러스트가 바삭거리도록 하고 완성 된 뒤 여러 크기로 잘라 먹는다. 지역 언어로는 sckuanete라 부르며 최장 15일까지 보관 가능하다.